# Крест «За победу при Прейсиш-Эйлау»
Крест «За победу при Прейсиш-Эйлау» — государственная награда Российской империи, которой награждались офицеры, отличившиеся в битве при Прейсиш-Эйлау 26—27 января 1807 года.

## Основные сведения
Крест «За победу при Прейсиш-Эйлау» был учреждён Александром I 31 августа 1807 года в связи с успехом российской армии в битве при Прейсиш-Эйлау (ныне российский город Багратионовск).
Известно, что ещё 16 марта 1807 года X. А. Ливен, начальник Военно-походной канцелярии императора,  сообщил министру финансов А. И. Васильеву о том, что Александр I распорядился учредить специальную награду для офицеров, отличившихся в сражении. Также Ливен сообщил о необходимости изготовления образца для утверждения императором. 18 марта Васильев отдал распоряжение монетному департаменту и уже 5 апреля были изготовлены три образца разной массы. 15 апреля Александр I распорядился изготовить знаки, предназначенные для награждения.
Награды чеканились на Санкт-Петербургском монетном дворе. О первой партии отчеканеных крестов (триста экземпляров) было сообщено 1 июля 1807 года, а 10 июля уже все первые пятьсот крестов были переданы министру финансов. Изготовление остальных четырёхсот штук было задержано, видимо, в связи со смертью министра финансов Васильева, и они были изготовлены только ко 2 января 1808 года. Поскольку ни один крест основной партии не был возвращён на монетный двор, принято считать, что все они были вручены. На изготовление тиража ушёл 1 пуд, 15 фунтов, 36 золотников, 21 доля чистого золота, а также 402 рубля 15 копеек ассигнациями.

## Порядок награждения
По указу Александра I об учреждении креста, награждаться должны были офицеры, участвовавшие в битве и представленные к награде, но не получившие за это ордена Святого Георгия или ордена Святого Владимира. Награждённые получали грамоту, награждение производилось от имени императора. Вручение креста давало три дополнительных года к выслуге лет для получения пенсии или к награждению орденом Святого Георгия 4 степени по выслуге лет.
Награждены крестом были многие офицеры, отличившиеся в сражении, в том числе М. Б. Барклай-де-Толли, получивший тяжёлое ранение в арьергардных боях, Г. И. Лисаневич и А. М. Всеволожский — командиры соответственно Елизаветградского гусарского полка и одного из его эскадронов, С. Г. Волконский — адъютант генерала А. И. Остермана-Толстого, Д. В. Давыдов — адъютант П. И. Багратиона.
Существовало ошибочное мнение, что данные кресты не были выданы. К примеру, данная точка зрения отражена в каталоге Смирнова. Связана эта точка зрения была с ошибочным толкованием указа «О недокладывании Е.И.В. о пожаловании офицеров знаком отличия за победу при Прейш-Эйлау».

### Другие награды за битву Прейсиш-Эйлау
Участие в битве при Прейсиш-Эйлау было отмечено выдачей большого числа наград. Практически сразу после того, как известие о сражении попало в Санкт-Петербург, был учреждён знак отличия военного ордена, предназначенный для нижних чинов армии.
18 офицеров получило орден Святого Георгия 3-й степени, 33 офицера — орден Святого Георгия 4-й степени, также было некоторое количество награждений орденом святого Владимира. Генерал от кавалерии Л. Л. Беннигсен был награждён орденом Святого Андрея Первозванного и пожизненной пенсией в 12 000 рублей.

## Описание креста
Крест был сделан из золота. Размер креста — 37×37 мм. Гурт гладкий. Середина креста оформлена в виде круга, внутри которого надпись. Надпись на лицевой стороне в четыре строки: «ЗА ТРУДЫ И ХРАБРОСТЬ». На оборотной стороне креста надпись в пять строк:
ПОБѢДА
ПРИ ПРЕЙШ-
ЕЙЛАУ.
27 ГЕН.
1807 Г.
Нередко награждённые изготавливали себе позолоченную копию, причём после указа от 20 января 1816 года копии могли изготавливаться в уменьшенном размере, поскольку был уменьшен размер знаков ордена Святого Георгия и ордена Святого Владимира.

## Порядок ношения
Крест имел ушко для крепления к ленте. Носить крест следовало на груди (в петлице). Лента креста — Георгиевская.

## Комментарии
1. ↑  Сражение было кровопролитным; обе стороны официально заявили о своей победе. Фактически это было первое крупное сражение, в котором Наполеон не смог достичь победы